# 傅增濬
傅增濬（1870年10月23日—1909年2月27日），字仲宣，一字疏仲，號學淵，四川省瀘州直隸州江安縣人，原籍江西撫州府金谿縣。清末官員、學者。

## 生平
生於同治九年九月二十九日（1870年10月23日）。民籍、行二。九歲往天津就學，遂久留北方。光緒十七年（1891年）辛卯科，順天鄉試中式第240名舉人。以監生為會典館謄錄、議敘知縣。光緒三十年（1904年）進士，以主事分部学习，丁未奏調郵傳部，未補官以病告。宣統元年己酉二月初八日（1909年2月27日）卒於天津寓所，年三十八。
傅增濬兄弟五人有三人是进士（幼弟增淞、增淦），其中大哥傅增淯为书法家，三弟傅增湘为藏书家。